# Astragalus erythrotaenius
Astragalus erythrotaenius es una especie de planta del género Astragalus, de la familia de las leguminosas, orden Fabales.

## Distribución
Astragalus erythrotaenius se distribuye por Turquía y Siria.

## Taxonomía
Fue descrita científicamente por Boiss. Fue publicado en Diagnoses Plantarum Orientalium 6: 39 (1846).
Sinonimia
- Astragalus erythrotaenia (Boiss.) Kuntze